# 2-나이트로벤즈알데하이드
2-나이트로벤즈알데하이드(영어: 2-nitrobenzaldehyde)는 폼일기에 대한 오르토 위치에 나이트로기를 가지고 있는 유기 방향족 화합물이다. 2-나이트로벤즈알데하이드는 인기 있는 염료인 인디고 염료 합성의 중간생성물로 한때 생산되었다.

## 합성
나이트로벤즈알데하이드로의 주요 경로는 스타이렌과 신남산의 나이트로화로 시작하여 생성된 2-나이트로스타이렌과 2-나이트로신남산의 전환으로 이어진다. 신남알데하이드는 또한 아세트산 중의 아세트산 무수물의 용액에서 2-나이트로신남알데하이드에 대한 고수율로 나이트로화될 수 있다. 그런 다음 이 화합물은 2-나이트로신남산으로 산화되고, 이는 2-나이트로스타이렌으로 탈카복실화된다. 비닐기는 다양한 방식으로 산화되어 2-나이트로벤즈알데하이드를 생성할 수 있다.
한 합성 공정에서 톨루엔은 저온에서 2-나이트로톨루엔으로 나이트로화되며 약 58%는 오르토 이성질체로 전환되고 나머지는 메타 이성질체 및 파라 이성질체로 전환된다. 그런 다음 2-나이트로톨루엔은 산화되어 2-나이트로벤즈알데하이드를 생성할 수 있다.
대안적으로 위에서 형성된 2-나이트로톨루엔은 2-나이트로벤질 할라이드로 할로젠화되고 이어서 다이메틸 설폭사이드(DMSO) 및 탄산수소 나트륨으로 산화되어 2-나이트로벤즈알데하이드를 생성할 수 있고, 이는 후속적으로 중아황산염 부가물의 생성으로 정제된다.
벤즈알데하이드의 나이트로화는 대부분 3-나이트로벤즈알데하이드를 생성하며, 수율은 오르토 이성질체의 경우 약 19%, 메타 이성질체의 경우 약 72%, 파라 이성질체의 경우 약 9%이다. 이러한 이유로 2-나이트로벤즈알데하이드를 생성하기 위한 벤즈알데하이드의 나이트로화는 비용적인 측면에서 효율적이지 않다.

## 용도
2-나이트로벤즈알데하이드는 청바지 및 기타 직물을 염색하는 데 일반적으로 사용되는 물에 불용성 염료인 인디고의 초기 합성 경로의 중간생성물이다. 바이어-드류슨 인디고 합성에서 2-나이트로벤즈알데하이드는 염기성 수용액에서 아세톤과 축합되어 원-포트 합성으로 인디고를 생성한다. 이 방법은 20세기 초반에 포기되었으며, 아닐린으로부터의 경로로 대체되었다.
|  |

상대적으로 반응성이 좋은 2가지 작용기를 감안할 때 2-나이트로벤즈알데하이드는 다른 화합물을 합성하기 위한 잠재적인 출발 물질이다. 치환된 2-나이트로벤즈알데하이드는 또한 인디고 카민과 같은 인디고를 기반으로 하는 다른 중요한 화합물을 생성하는 데 사용할 수 있다.
2-나이트로벤즈알데하이드는 다양한 기능에 유용한 광불안정성 보호기인 것으로 나타났다.
알려진 용도 중 하나는 엔카이니드 합성에서의 용도가 있다.

## 같이 보기
- 나이트로벤즈알데하이드
- 3-나이트로벤즈알데하이드
- 4-나이트로벤즈알데하이드